# Soummam
Soummam är ett algeriskt  livsmedelsföretag med inriktning på mejeriprodukter. Företaget grundades 1993.